# Lecanora leptacina
Lecanora leptacina är en lavart som beskrevs av Søren Christian Sommerfelt. 
Lecanora leptacina ingår i släktet Lecanora och familjen Lecanoraceae.  Arten är reproducerande i Sverige. Inga underarter finns listade i Catalogue of Life.